# Karczówka (Brzeźnica)
Karczówka (deutsch Kalkreuth) ist ein Dorf in der Landgemeinde Brzeźnica (Briesnitz) im Powiat Żagański der Woiwodschaft Lebus in Polen.

## Sehenswürdigkeiten
- Die römisch-katholische Kirche der Schmerzensmutter entstand 1679 als barocke Saalkirche an der Stelle eines Vorgängerbaus. Das Langhaus mit dreiseitig geschlossenem Chor trägt ein Tonnengewölbe. Der Dachreiter am Satteldach ist mit Zwiebelhelm und Laterne verziert. An der Fassade im Südwesten befindet sich das Wappen des Saganer Augustiner. Der Hauptaltar enthält eine neugotische Pietà.[1]

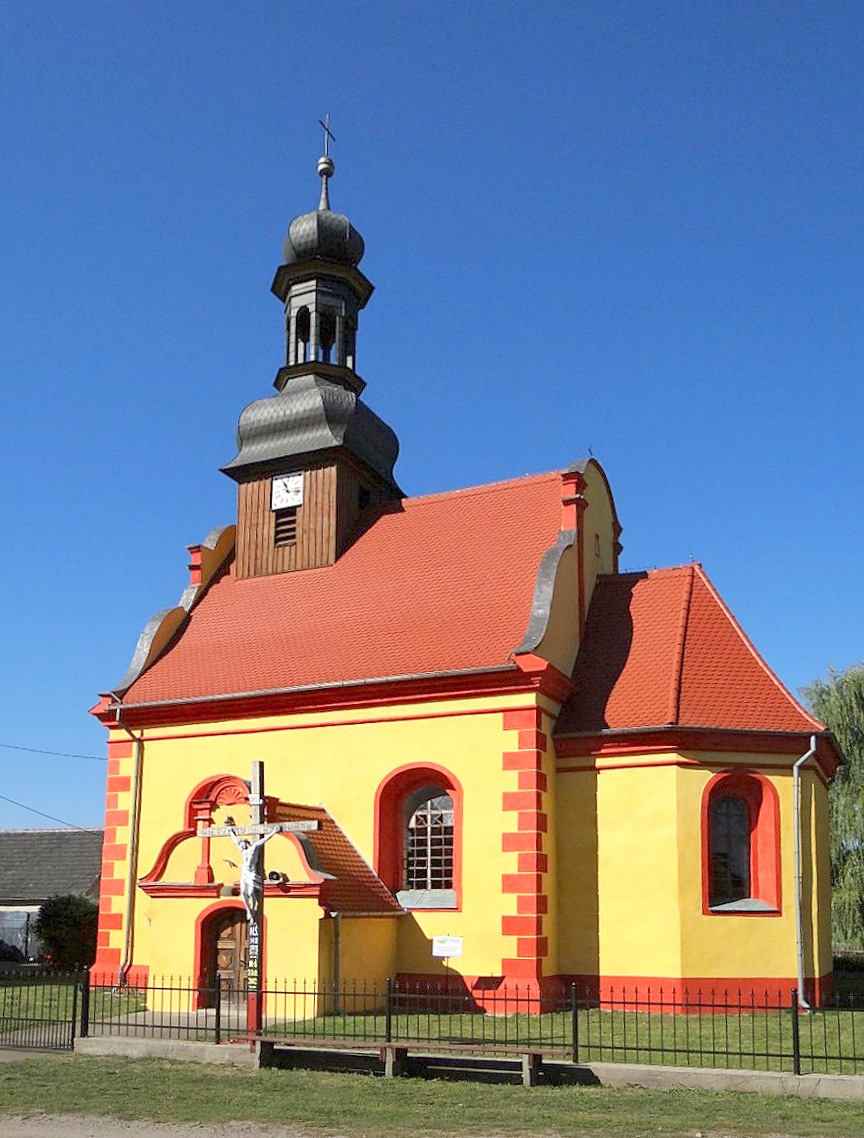
Kirche Mater Dolorosa
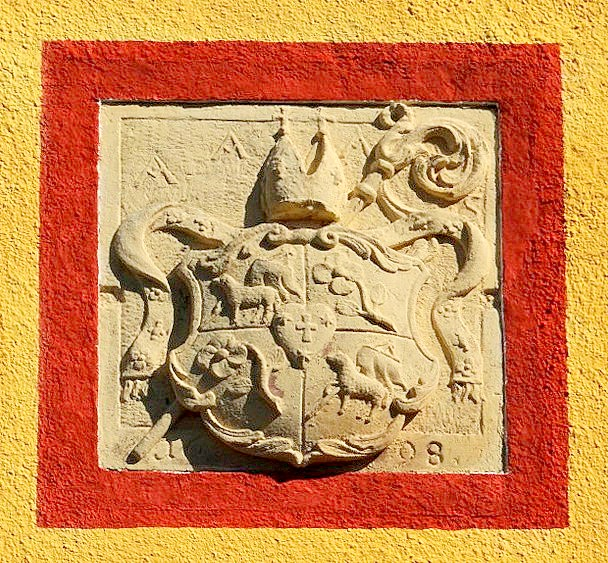
Wappen der Saganer Augustinerchorherren